# Estanislao Figueras

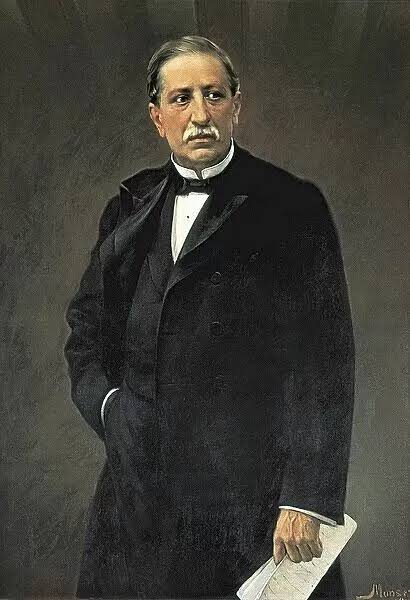
Estanislao Figueras y Moragas

Estanislao Figueras y Moragas (* 13. November 1819 in Barcelona; † 11. November 1882 in Madrid) war ein spanischer Rechtsanwalt und Politiker. Er war vom 12. Februar bis zum 11. Juni 1873 Präsident der Exekutivgewalt der Ersten Republik in Spanien.

## Leben
Figueras studierte in Cervera, Tarragona, Barcelona und Valencia Rechtswissenschaft und schloss sich bereits 1837 den Progressisten an. 1840 ging er von diesen zu den Republikanern über, die damals noch eine sehr kleine Partei bildeten. Unter der Herrschaft der Moderados (dt. Gemäßigte) musste er Madrid verlassen. 1844 ließ er sich als Anwalt in Tarragona nieder. 1848 kehrte nach Madrid zurück und nahm an den liberal-republikanischen Unruhen teil. Da diese erfolglos waren, kehrte er in seine Anwaltstätigkeit nach Tarragona zurück.
1849 schloss er sich dem Partido Demócrata (dt. Demokratische Partei), einer Abspaltung der Progressisten, an und wurde 1851 für Tarragona in die Cortes gewählt. Dort vertrat er gemeinsam mit José María Orense, Lozano und Jaen die republikanische Partei, auch nachdem er 1855 – während des Bienio Progresista – erneut in die Cortes gewählt wurde. In der konstituierenden Versammlung jenes Jahres setzte er sich für eine Dezentralisierung und Föderalisierung des Staates und die Säkularisation von Kirchengut ein.
Nach dem Misslingen des Revolutionsversuchs von 1866 nahm er an republikanischen Verschwörungen teil und wurde deshalb 1867 mit Haft bedroht und floh nach Portugal. Nach der Vertreibung der Königin Isabella II. 1868 kehrte Figueras von dort zurück und wurde Mitglied der revolutionären Junta, Bürgermeister eines Madrider Distrikts und erneut in die Cortes gewählt. Dort setzte er sich mit allen Mitteln für die Errichtung der Republik ein. Er hatte sich nun dem von Francisco Pi i Margall geführten Partido Federal angeschlossen, die seine Föderativideen für den spanischen Staat unterstützte.
Nach der Abdankung des Königs Amadeus wurde er am 12. Februar 1873 zum Präsidenten der republikanischen Exekutivgewalt, also zum Staatsoberhaupt der Ersten Spanischen Republik, ernannt. In dieser Funktion hatte er anfangs manchen Konflikt mit der Partei der Radikalen, die die Mehrheit in den Cortes hatte, setzte aber am 13. März den Beschluss durch, dass die damaligen Cortes aufgelöst und konstituierende Cortes einberufen werden sollten, die am 8. Juni 1873 die Proklamierung der Föderativrepublik beschlossen und Figueras in seinem Amt bestätigten. Differenzen mit den übrigen Republikanern über finanzielle Fragen bewogen ihn aber, schon am 11. Juni zurückzutreten.
Figueras zog sich vom politischen Schauplatz bis zum Jahresende nach Frankreich zurück. Nach seiner Rückkehr kehrte er während der Restaurationszeit mehrfach kurzzeitig und ohne nachhaltige Wirkung in die Politik zurück. Er starb am 11. November 1882 in Madrid.
| Vorgänger                | Amt                                         | Nachfolger             |
| ------------------------ | ------------------------------------------- | ---------------------- |
| König Amadeo von Savoyen | Präsident von Spanien Februar–11. Juni 1873 | Francisco Pi i Margall |

Dieser Artikel basiert auf einem gemeinfreien Text aus Meyers Konversations-Lexikon, 4. Auflage von 1888 bis 1890.
| Personendaten    | Personendaten                                                                |
| ---------------- | ---------------------------------------------------------------------------- |
| NAME             | Figueras, Estanislao                                                         |
| ALTERNATIVNAMEN  | Figueras y Moragas, Estanislao; Figueras i Moragas, Estanislau (katalanisch) |
| KURZBESCHREIBUNG | spanischer Rechtsanwalt und Politiker                                        |
| GEBURTSDATUM     | 13. November 1819                                                            |
| GEBURTSORT       | Barcelona                                                                    |
| STERBEDATUM      | 11. November 1882                                                            |
| STERBEORT        | Madrid                                                                       |